# Новосибгражданпроект
«Новосибгражданпроект» — (полное название — Открытое акционерное общество «Проектный институт «Новосибгражданпроект») — признан одним из лидеров на Новосибирском рынке гражданского проектирования. Предприятие осуществляет свою деятельность в соответствии с сертификатами международного стандарта ISO 9001:2008.

## История[3]
История института ведётся с 1947 года, когда при Новосибирском горисполкоме была создана проектная контора, которая спустя четыре года была реорганизована в Новосибирскую городскую контору «Горпроект» Госстроя СССР.
В 1957 году она была преобразована в институт по жилищному, гражданскому и коммунальному строительству «Новосибгорпроект», в штате которого состояло 60 человек, включая 8 архитекторов. Группа архитекторов (О. И. Жигалова, В. Г. Иванов и др.) разрабатывала планы застройки Академгородка.
В 1959 году Институт входит в состав Новосибирского филиала Ленгипростроя. Проектируются Театр музыкальной комедии, пристройка широкоэкранного зала к кинотеатру «Победа», проспект Карла Маркса.
В 1960-е годы создаются проекты «визитных карточек» Новосибирска — Толмачёвский аэровокзал (1960 г.), ГПНТБ (1966 г.). Институт получает название «Новосибгражданпроект», в состав которого входят проектный институт «Облпроект» и комплексная проектная мастерская из Кузбассгипрошахта.
В 1968 г. утверждается генеральный план Новосибирска, разработанный авторским коллективом под руководством Л. Н. Михалева и проектируются крупные жилмассивы — Затулинский, Гусинобродский, Ботанический, а также кинотеатр им. Маяковского на 1200 мест (арх. Г. П. Зильберман, Г. В. Гаврилов). A городские власти поручают проектному институту разработать на основе утверждённого генплана комплексную схему развития транспорта, а также показать целесообразность (со сроками) сооружения метрополитенa в городе.
В 1970-е годы штат сотрудников института увеличивается до 595 человек под руководством Я. Каргальцева, которые работают над новыми проектами застройки города и области, например, строится новое здание Института на пересечении улиц Советская и Вокзальная магистраль.
В 1973 году заканчивается работа над проектом детальной планировки центра Новосибирска под руководством Б. А. Жеребятьева. Разрабатываются генпланы и проекты детальной планировки жилых районов Бердска, Искитима, Черепаново, Барабинска, Куйбышева, Оби. Проектируются Фрунзенский и Волочаевский жилмассивы, Западный посёлок, Северо-Чемской жилой район, Затулинский жилмассив. Институт участвует в проектировании Димитровского автодорожного моста (руководитель — инженер В. Е. Наумов), транспортно-пешеходной эстакады через долину Каменки (руководитель А. В. Бондаренко). Под руководством начальника архитектурно-планировочной мастерской Л. С. Фрадкина разрабатывается проект Новосибирской областной клинической больницы на 1650 мест (архитектор В. И. Нуждин). В том же году принят ДК «Строитель», техникум физической культуры, Военторг на ул. Гоголя, гостиница «Октябрьская» на Красном проспекте.
В 1980-е годы ведётся работа по проектированию Юго-Западного микрорайона, Северо-Чемского жилмассива, Троллейного и Челюскинского жилмассивов, Кропоткинского и Линейного микрорайонов. Разрабатывается генплан посёлка Кольцово при Новосибирском НИИ Микробиологии (руководитель А. В. Бондаренко). Строится улица Вокзальная магистраль, включающая жилые здания, административные и торговые помещения. Проектируется реставрация Дома Ленина, Собора св. Александра Невского, капитальный ремонт НГАТОиБ.
1990-е годы ознаменованы следующими постройками: римско-католический собор (арх. В. В. Бородкин), культурный центр «Сибирь-Хоккайдо» (арх. В. В. Семушкин), Болгарский дом на площади Ленина (арх. М. Д. Колесников), жилой комплекс на ул. Кирова (А. В. Андрианов, А. Ф. Какашинский), новый зоопарк в Заельцовском районе (В. М. Галямов, А. Н. Лаптяйкин).

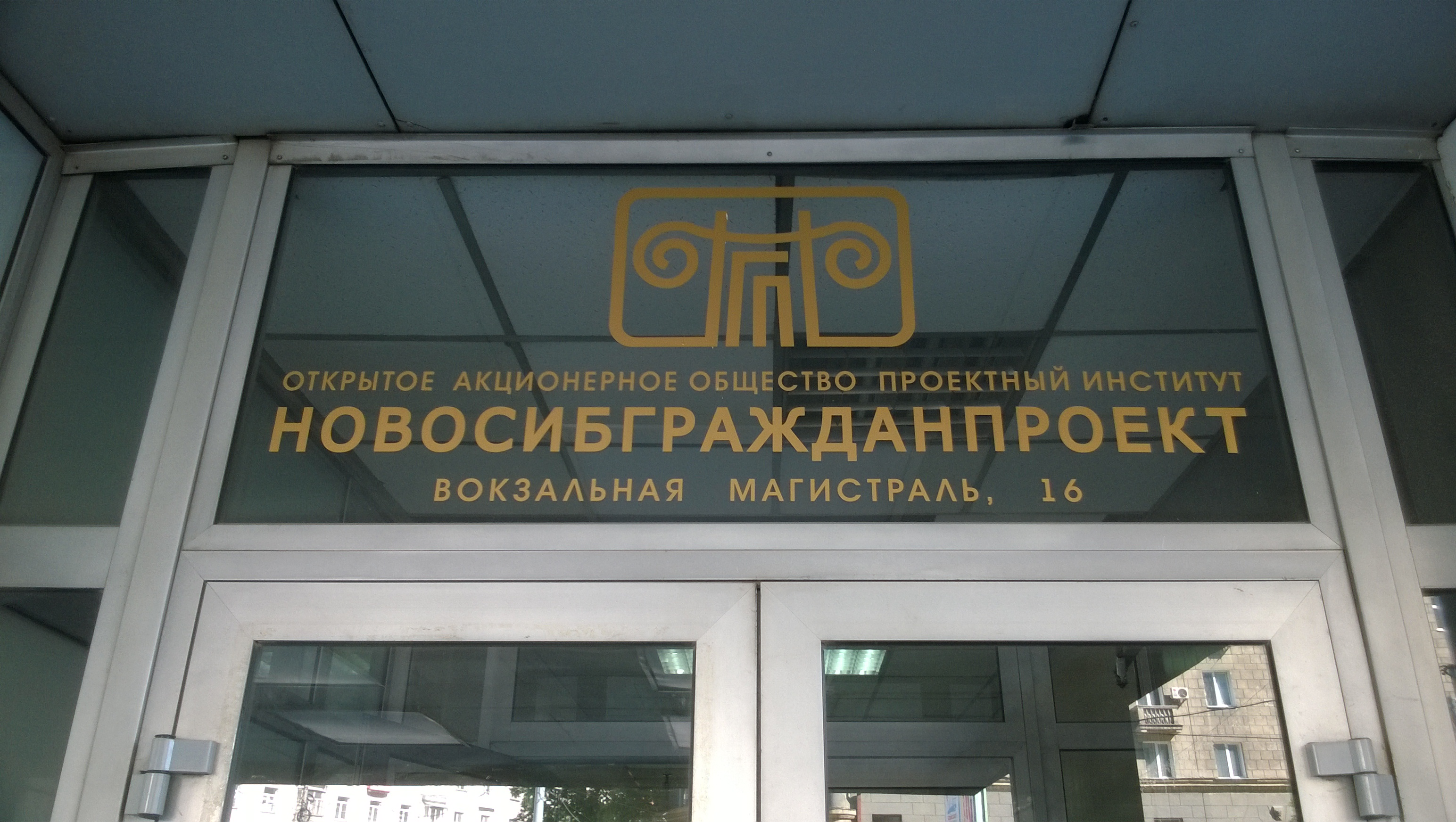

За 2000—2007 годы проектируются новые жилые дома и комплексы на ул. Восход, проспекте Карла Маркса, «Тихий Двор» по ул. Крылова, бизнес-центры «Новоград», «Байт», «на Фрунзе», офис банка «Акцепт», подстанция скорой помощи в Ленинском районе, детские поликлиники в Нефтеюганске и Ленске. Выполняются проекты для компании «АЛРОСА» — профилакторий «Горняк», реконструкция административного здания, реконструкция кинотеатра «Якутск». Разрабатываются и корректируются генпланы Бердска, Оби, Черепаново, Купино, Мошково, Чистоозерного и Кыштовки в Новосибирской области, поселков Белоярск и Катравож в ЯНАО.
В декабре 2002 года институт получил Федеральную лицензию Госстроя РФ на право проектирования зданий и сооружений на всей территории России.
В 2002 году работа Института оценена премией мэрии им. И. П. Севастьянова в области архитектуры и градостроительства за большой вклад в формирование архитектурного облика Новосибирска.
В 2003 году ОАО ПИ «Новосибгражданпроект» признан лидером рейтинга проектно-изыскательских организаций 2003 года за достижение высокой эффективности и конкурентоспособности в проектно-изыскательской деятельности.
В мае 2007 года генеральным директором ОАО «ПИ «Новосибгражданпроект»» назначается Гусев Михаил Вячеславович.
В декабре 2007 институт получает Диплом мэрии города Новосибирска «За особые заслуги перед городом» за удачное архитектурно-планировочное решение 16-этажного дома на Горском жилмассиве.
В это время институтом создаются многие проекты, как в области проектирования жилых зданий, так и в проектировании социальных объектов, среди которых можно выделить следующие проекты:
- многоэтажного жилого дома № 4 с помещениями общественного назначения по ул. Лежена,
- 9-этажного жилого дома по ул. Ленинградской в Октябрьском районе г. Новосибирска,
- многоэтажных жилых зданий по ул. Петухова в Кировском районе г. Новосибирска,
- проектируются детские сады на 280 мест,
- административное здание ИМНС Железнодорожного района г. Новосибирска,
- здания стационара — главного корпуса МУЗ «Северная ЦРБ» в с. Северное, Северного района, Новосибирской области,
- выполняются проектно-изыскательские работы по строительству Ипподромской магистрали от ул. Крылова до ул. Военной в г. Новосибирске
- разрабатываются проекты реконструкции существующего общежития на 400 мест под больницу с поликлиникой в поселке Айхал, Мирнинского р-на,
- разрабатывается рабочая документация для строительства 6-этажных жилых домов № 9, 25 с детским клубом в квартале по ул. Забалуева в г. Новосибирске и т. д.

В Мастерской Генерального Плана (МГП) разрабатываются правила землепользования и застройки р. п. Кольцово, ген. планы г. Тайги, г. Ленинск-Кузнецкий, г. Прокопьевска Кемеровской области с «Правилами застройки города» и подготавливается проект планировки территории микрорайона «Южный» г. Бердска.
Во второй половине 2010 года ОАО «ПИ «Новосибгражданпроект»» выигрывает тендер на реконструкцию Новосибирского государственного драматического театра «Старый дом».
В 2010 г. Институт получает международный сертификат ISO 9001:2008.
В июне 2011 года «Новосибгражданпроект» становится победителем третьего всероссийского архитектурного конкурса Фонда развития жилищного строительства (г. Москва) на лучший проект малоэтажного энергоэффективного жилища экономического класса «Дом XXI века» с проектом индивидуального жилого дома..
На сегодняшний день в «Новосибгражданпроект» работает около 300 сотрудников. «Новосибгражданпроект» является членом саморегулируемой организации «Некоммерческое партнерство «Гильдия Архитекторов и проектировщиков (СРО)»» (г. Москва) и имеет соответствующие допуски к работам, которые «оказывают влияние на безопасность объектов капитального строительства», в том числе и допуск на осуществление функций генерального проектировщика.
В мае 2011 года Генеральный директор ОАО "ПИ «Новосибгражданпроект» М. В. Гусев вошёл в состав Экспертно-консультативного совета при полномочном представителе Президента РФ в СФО по вопросам развития малоэтажного индивидуального жилищного строительства в регионах Сибири.
2 августа 2011 года были подведены итоги второго градостроительного конкурса Фонда «РЖС» на лучшее выполнение произведения градостроительства — эскиза архитектурно-планировочного решения застройки территории. Победителем конкурса был признан ОАО "ПИ «Новосибгражданпроект».
Сотрудники Института входят в состав Правления Новосибирского Союза архитекторов России: В. Я. Федоскина, Б. С. Копылов. Звание «Почетный архитектор» присуждено двум профессионалам: В. А. Дыхе и В. Я. Федоскиной. Заслуженными архитекторами РФ является А. Н. Лаптяйкин.
В конце октября 2011 года в Новосибирске успешно прошла межрегиональная конференция, организованная ОАО «ПИ «Новосибгражданпроект»» под названием «Проекты и новации — 2011: Специфика комплексного проектирования городов Сибири и Дальнего Востока». В октябре 2012 года прошла вторая межрегиональная конференция «Проекты и новации-2012: Особенности градостроительных решений в условиях сложившейся застройки городов Сибири». Конференция призвана объединить архитекторов, экспертов в области недвижимости, первых лиц строительных и девелоперских организаций, глав администраций городов Сибирского региона для обсуждения актуальных тем отрасли. В 2012 году Институт проводит открытый публичный конкурс «Архитектурный Олимп».
В октябре 2012 года ОАО "ПИ «Новосибгражданпроект» занял второе место во Всероссийском этапе конкурса FIABCI.
В декабре 2012 года ОАО "ПИ «Новосибгражданпроект» был признан победителем Межрегионального конкурса «Лучшие товары и услуги Сибири — ГЕММА-2012» и получил Золотую медаль конкурса. В апреле 2013 года вошёл в число победителей финала Международного конкурса «Лучшие товары и услуги Евразии — ГЕММА-2012» по Сибирскому Федеральному округу и получил золотую статуэтку «ГЕММА».
В 2012 году ОАО «ПИ «Новосибгражданпроект»» получил допуск на проектирование уникальных объектов, что открывает новые перспективы в деятельности одной из сильнейших в регионе проектных организаций, специалисты которой подтвердили свою компетентность.
«Новосибгражданпроект» имеет представительство в Москве.

## Направления деятельности

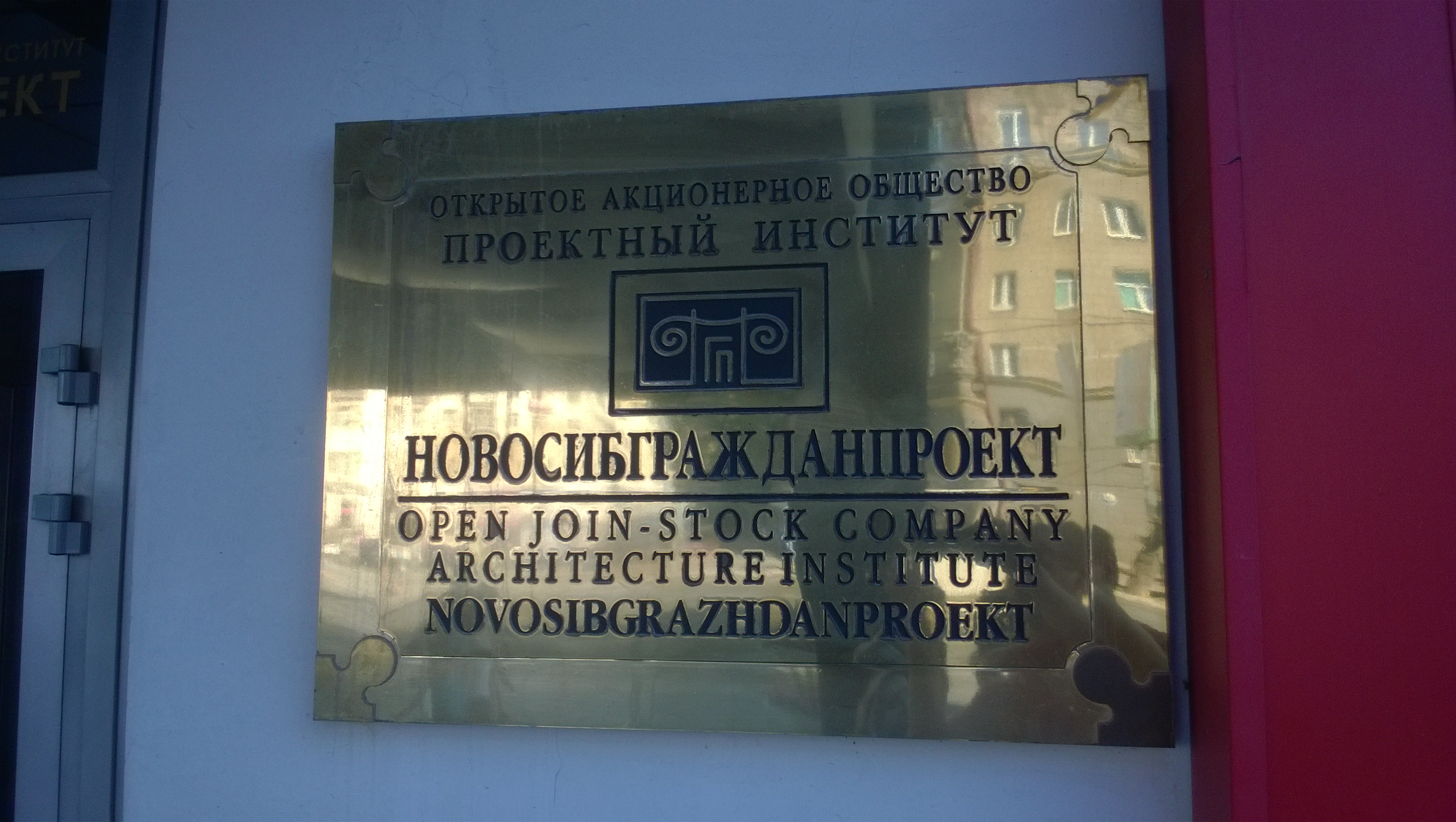

Проектный институт осуществляет свою деятельность по следующим направлениям:
- Разработка градостроительной документации;
- Проектирование:

здания жилого, коммерческого, социального, спортивного и многофункционального назначения;
объекты транспортного назначения и их комплексы;
инженерное оборудование, сети и системы;
- Инженерно-геодезические и инженерно-геологические изыскания (топогеодезические и геологические работы);
- Авторский надзор строящихся объектов;
- Обследование технического состояния зданий и сооружений;
- Услуги по оформлению землеотвода и вывода (ввода) из жилфонда;
- Выполнение проектов по перепланировке помещений (квартир) любой сложности и согласованию перепланировки;
- Услуги по регистрации права собственности на объекты недвижимости и земельные участки;
- Составление смет.

## Основные проекты
- Административное здание «Новоград»
- Административно-жилой комплекс на ул. Большевистская
- Административно-жилой комплекс на Вокзальной магистрали
- Биатлонный комплекс «Динамо»
- Бизнес-инкубатор в наукограде Кольцово
- Бизнес-центр на Фрунзе
- Болгарский дом на ул. Орджоникидзе
- Гостиница «Октябрьская»
- ГПНТБ (Государственная публичная научно-техническая библиотека)
- Дворец культуры «Строитель»
- Жилой дом переменной этажности в микрорайоне «Горский»
- Жилой комплекс 9-этажных домов с магазином «Синтетика» по ул. Гоголя
- Жилой комплекс «Тихий двор» по ул. Крылова
- Жилой комплекс «Эдем» по ул. Богдана Хмельницкого
- Жилой комплекс по ул. Стартовая, 1
- Ж/м Затулинский, Гусинобродский, Ботанический, Волочаевский, Молодёжный, Юго-Западный, Челюскинский, Плехановский, Кропоткинский, Ленейный
- Здание «Банк Москвы» на ул. Каменская
- Здание Театра музыкальной комедии
- Зоопарк в Заельцовском районе
- Кинотеатры им. В. В. Маяковского, «Рассвет», «Горизонт»
- Культурный центр «Сибирь-Хоккайдо»
- Мечеть по ул. Красина
- Новосибирская областная клиническая больница
- Офис банка «Акцепт»
- Римско-католический костел по ул. Горького
- Техникум физической культуры
- Толмачевский аэровокзал
- Торговый центр «Зеленые купола»
- Хореографическое училище
- Бизнес-центр «Кронос»

## Награды, дипломы, грамоты
- Большая золотая медаль "Сибирской ярмарки" в номинации «Архитектура и градостроительство» — 2000 г.
- Диплом Лауреата смотра-конкурса на звание «Лучшая проектная организация 2001 г.»
- Победитель конкурса «Золотая капитель» в номинации: проект-постройка — жилой дом по ул. Вокзальная магистраль в г. Новосибирске — 2001 г.
- Почетная грамота мэрии г. Новосибирска − 2002 г.
- Диплом Сибирской строительной недели (г. Омск) — «За продвижение новых архитектурных проектов и технологий в строительстве» — 2003 г.
- Диплом Государственного Комитета РФ по строительству и жилищно-коммунальному комплексу — лидеру рейтинга проектно-изыскательских организаций - 2003 г.
- Диплом 1-я премия Номинация «Выполнение проектных и изыскательских работ» - 2003 г.
- Грамота участника смотра-конкурса архитектурных произведений «Зодчество Югры-2003».
- Малая золотая медаль выставки «Стройсиб-2004» в разделе «Архитектура и градостроительство».
- Победитель регионального архитектурного смотра-конкурса «Золотая капитель» в номинации «Проект-постройка» — 2004 г.
- I премия в области качества межрегиональной ассоциации «Сибирское соглашение». в номинации «Выполнение проектных и изыскательских работ» — 2004 г.
- Дипломом второй межрегиональной специализированной выставки «Строительство и архитектура» (г. Салехард) — 2004 г.
- Диплом I степени «За лучший экспонат представленный на международной выставке-ярмарке «СТРОЙПРОЕКТ» г. Кемерово - 2004 г.
- Грамота Новосибирского Союза Архитекторов за проект «Жилой комплекс «Тихий двор» по улице Крылова в городе Новосибирске» — 2004 г.
- Золотая медаль «Лучшие товары и услуги Сибири — Гемма 2004» разделе «Строительство и ЖКХ» по Новосибирской области.
- Диплом Администрации Новосибирской области. «Лучшая проектная организация 2004 года».
- Диплом первой степени «Кузбасской ярмарки» за разработку дома-интерната в городе Нефтеюганске — 2005 г.
- Диплом II степени «Экспо-Сибирь» за лучший экспонат: жилой комплекс «Тихий Двор» — 2005 г.
- Диплом «СибСтройЭкспо 2005» проект планировки жилого района «Ключ-Камышинский».
- Малая золотая медаль «СибСтройЭкспо 2005» за разработку современных технических решений при проектировании и строительстве жилых домов по ул. Зыряновской.
- Диплом «СибСтройЭкспо 2005» за проект «Тихий двор» по ул. Крылова за разработку блок-секций переменной этажности с обеспечением инсоляции существующих домов.
- Диплом смотра-конкурса «Золотая Капитель 2005» в номинации здания общественного и промышленного назначения, за работу «Административное здание по Красному проспекту, 55 г. Новосибирск».
- Диплом смотра-конкурса «Золотая Капитель 2005» в номинации многоэтажные жилые здания, за разработку «Жилого дома с офисами и подземной автостоянкой по ул. Фрунзе г. Новосибирск».
- Золотая медаль «Гемма 2005» за проект «Православный храм Серафима Саровского» в п. Удачный (р. Саха).
- Диплом 1-й степени «Кузбасская ярмарка» 2005 г. (г. Новокузнецк).
- Диплом партнера конкурса «Межрегиональный студенческий конкурс» г. Новосибирск - 2005 г.
- Диплом 2-й степени г. Кемерово - 2005 г.
- Диплом «СтройСиб — 2006» за профессионально разработанное объёмно-планировочное решение высокотехнологичного объекта — 2006 г.
- Серебряная медаль «СтройСиб — 2006» за высокопрофессиональное градостроительное и архитектурное решение.
- Лучший налогоплательщик - 2006 года.
- Лучшая проектная организация - 2006 года.
- Диплом Золотая медаль г. Кемерово - 2006 г.
- Серебряная медаль «Кузбасская ярмарка» - 2006 г.
- Диплом «За особые заслуги перед городом» в номинации «За удачное архитектурно-планировочное решение» — 2007 г.
- Диплом Лучшая проектная организация - 2007 г.
- Диплом «Золотая Капитель» - 2010 г.
- Диплом Сибирского отделения российской академии архитектуры и строительных наук - 2010 г.
- Диплом «Лучшая проектная организация» 2010 г.[7]
- Диплом за Первое место в третьем всероссийском архитектурном конкурсе Фонда содействия развитию жилищного строительства (г. Москва) на лучший проект малоэтажного энергоэффективного жилища экономического класса «Дом XXI века» за проект индивидуального жилого дома.
- Диплом за Первое место во Втором градостроительном конкурсе Фонда «РЖС» на лучшее выполнение произведения градостроительства – эскиза архитектурно-планировочного решения застройки территории земельного участка в районе поселка Каинская Заимка Барышевского сельсовета Новосибирского района Новосибирской области.
- Грамота Новосибирского Союза архитекторов за победу в конкурсе Фонда «РЖС» «Дом XXI века» - 2011 г.
- Почетная грамота Законодательного собрания Новосибирской области, 2012 г.
- Почетная грамота от Новосибирского Союза архитекторов, 2012 г.
- Почетная грамота мэрии г. Новосибирска, 2012 г.
- Почетная грамота Совета депутатов г. Новосибирска, 2012 г.
- Золотая медаль «Лучшие товары и услуги Сибири - Гемма 2012»
- Диплом международного конкурса FIABCI, 2012 г.
- Золотая статуэтка «ГЕММА»

## Известные сотрудники
- Лаптяйкин, Александр Николаевич
- Федоскина Валентина Яковлевна
- Дыха, Владимир Анатольевич
- Иконников, Вячеслав Степанович
- Нуждин, Виктор Иванович
- Панин, Иван Васильевич